# SchoolTool
SchoolTool — свободная система управления информацией об учащихся, распространяемая по лицензии GNU General Public License. Целью проекта является простое создание под ключ такой информационной системы (содержащей, среди прочего, личные данные учеников, информацию об их успеваемости и посещаемости, календари событий, отчётность для общеобразовательной школы) в качестве основы для построения пользовательских приложений и конфигураций для отдельных частных и государственных школ.

## Структура
SchoolTool построен как проект, содержащий подмножество свободных/open source-программ под лицензией GNU 2-й версии, написанных на языке Python, использующем 3-й фреймворк Zope.
Подпроектами School Tool являются:
- Календарь SchoolTool Calendar и менеджер школьных ресурсов SchoolBell, содержащиеся в дистрибутиве Linux Edubuntu[2].
- Информационная система SchoolTool, разрабатываемая и тестируемая совместно со школами.
- CanDo — основанная на SchoolTool программа отслеживания уровня подготовки учащихся разрабатываемая учениками и преподавателями Виргинии[3].

SchoolTool по умолчанию настроена так, чтобы выступать в роли системы управления информацией об учащихся — SIS (англ. student information system). Акцент делается на отслеживание информации, относящейся к ученикам: персональные данные, зачисление оценок, учёт посещаемости, отчетность. Это подмножество информационных систем управления (MIS) для школ, которые могут включать в себя другие системы — например, бухгалтерского учёта.
SchoolTool не является системой управления обучения (LMS) как Moodle, хотя они обе и имеют некоторые пересекающиеся возможности — например, зачётные книжки. SchoolTool не содержит учебных программ или учебных объектов.

## Возможности
- Настраиваемые персональные данные.
- Контактные данные учащихся.
- Календари событий школы, группы и индивидуумов.
- Ресурсы бронирования.
- Табель успеваемости.
- Учёт посещаемости.
- Генерирование отчётов.